# 東澳似青鱗魚
東澳似青鱗魚為輻鰭魚綱鲱形目鲱科的其中一種，分布於澳洲東部海域，棲息深度可達50公尺，體長可達20公分，棲息在沿海海域、河口區，成群活動，繁殖期在夏季及秋季，可做為食用魚。

## 擴展閱讀
維基物種上的相關：東澳似青鱗魚